# Antoni Raventós i Aviñó
Antoni Raventós i Aviñó (Barcelona, 22 de juny de 1869 - Barcelona, 21 de juny de 1919) va ser un metge i cirurgià català.

## Biografia
Fill de Ramon Raventós i Puig, propietari de Barcelona, i Teresa Aviñó i Feliu. Casat amb Dolors Pijoan i Soteras.
Considerat l'artífex de la cirurgia, Antoni Raventós, primogènit de dotze germans, alguns dels quals van morir aviat, pertanyia a una família de comerciants. Va ingressar en el Col·legi Miró del carrer de Mercaders on va cursar les primeres lletres i el batxillerat. En 1885 va ingressar a la Facultat de Medicina de Barcelona, on es va doctorar el 1892, després de llicenciar-se en medicina i cirurgia. Va assistir als serveis dels doctors Bartomeus i Homs. Va ampliar els estudis amb el també cirurgià, doctor Salvador Cardenal Fernández, acudint a les sessions operatòries, on va extreure els fonaments de la seva tècnica, i en el terreny experimental. Va col·laborar amb el professor i catedràtic de fisiologia August Pi i Sunyer, i va treballar al costat del doctor Àlvar Esquerdo Esquerdo, distingint-se aviat per una acurada tècnica operatòria consistent en fer les incisions àmplies, la supressió del drenatge en les lesions asèptiques i la raquianestèsia. Exercí el seu mestratge a l'Hospital de la Santa Creu de Barcelona. Fou l'introductor dels guants de cautxú en les intervencions quirúrgiques. Va participar en els Congressos de Metges de Llengua Catalana i en la publicació dels Annals de Medicina de l'Acadèmia de Ciències Mèdiques de Catalunya. Més endavant va marxar a Cuba per atendre els ferits de les guerres colonials. Entra al manicomi de Nueva Belén com a metge intern i s'interessà per la psiquiatria, però no va trigar a dedicar-se completament a la cirurgia. Com a cirurgià també és recordat per haver salvat la vida de molts toreros, amb l'admiració conseqüent dels aficionats. El 21 de juny de 1919 va morir a Barcelona després de diverses angines de pit.